# Wydział Fizyczno-Techniczny Charkowskego Uniwersytetu Narodowego im. Wasyla Karazina
Wydział Fizyczno-Techniczny Charkowskego Uniwersytetu Narodowego im. Wasyla Karazina (również fiztech) jest jedną z czterech wydziałów Charkowskego Uniwersytetu Narodowego im. Wasyla Karazina o fizycznym profilu specjalizującym się w fizyce jądrowej, fizyce plazmy, materiałoznawstwie i fizyce medycznej. Charakterystyczne cechy wydziału są bliskie relacji z Charkowskim Instytutem Fizyko-Technicznym oraz podstawowe szkolenie teoretyczne w stylu szkoły Landau, do której należy wielu członków wydziału.

## Historia
Wydział Fizyki i Technologii powstał w 1962 roku na podstawie Departamentu Fizyki Jądrowej Wydziału Fizyki i Matematyki. Sam Departament Fizyki Jądrowej istniał od 1946 roku, a niektóre jego wydziały – od lat trzydziestych. W 1969 r. Wydział wyjechał do oddzielnego budynku w Pyatihatki, aby być bliżej Charkowskego Instytutu Fizyko-Technicznego.

## Specyfika nauczania
Na 1-3 kursach wykształcenia na wydziale jest skierowanie do ogólnego treningu fizycznego i matematycznego. W 1-4 semestr studenci biorą udział w wykładach na temat fizyki ogólnej (mechanika, ciepła, elektryczności i optyki), 5-6 semestru - wykłady z fizyki atomowej i jądrowej. 1-5 semestry odczytu wiele dyscyplin matematycznych: analiza matematyczna, geometria analityczna, wyższe algebra, analiza zespolona, równanie fizyki matematycznej, teorii prawdopodobieństwa, sposobów przybliżonych obliczeń. Ogólnym kursom fizycznym i matematycznym towarzyszą praktyczne zajęcia i obszerne zadania domowe. 4-8 semestry przeczytać szereg kursów na fizyce teoretycznej, w oparciu o kurs fizyki teoretycznej Landau i Lifshitza: mechaniki teoretycznej, elektrodynamiki, mechaniki kwantowej, mechaniki ośrodków ciągłych, termodynamiki, fizyki statystycznej.
Po 5 semestrze studenci dzielą się na katedry na zasadach konkurencyjnych. Na wydziale są 4 katedry:
- Katedra Teoretycznej Fizyki Jądrowej i Matematyki Wyższej im. Aleksandra Akhiezera
- Katedra Fizyki Jądrowej i Medycznej
- Katedra Fizyki Stosowanej i Fizyki Plazmy
- Katedra Materiałów Reaktorowych i Technologii Fizycznych

Po dzieleniu na katedry studenty mają specjalne kursy, które odpowiadają specjalizacji katedr.
W 6-7 semestrach student pisze dyplom licencjacki za pomocą promotora naukowego, wybranego przez sam studenta lub mianowanego przez szefa katedry.
Piąty kurs w programie nauczania przeważającym w kursach specjalistycznych, a szósty kurs poświęcony jest pisaniu prac magisterskich.
Razem studia na wydziale obejmują 4 lata licencjackie i 2 lata magistracy.

## Struktura
Na wydziale są 4 katedry. Katedra Teoretycznej Fizyki Jądrowej i Matematyki Wyższej im. Aleksandra Akhiezera przygotowuje fizyków-teoretyków o szerokim profilu. Katedra Fizyki Jądrowej i Medycznej prowadzi szkolenia specjalistów w dwóch różnych dziedzinach: eksperymentalnej fizyce jądrowej i fizyce medycznej. Katedra Fizyki Stosowanej i Fizyki Plazmy przygotowuje specjalistów fizyki plazmy, wpływając jednocześnie na teoretyczne i eksperymentalne aspekty plazmy. Katedra Materiałów Reaktorowych i Technologii Fizycznych specjalizuje się głównie w materiałach promieniotwórczych i powlekaniu próżniowym.

### Katedra Teoretycznej Fizyki Jądrowej i Matematyki Wyższej im. Aleksandra Akhiezera
Katedra Fizyki Teoretycznej Fizyki Jądrowej i Matematyki Wyższej jest następcą Katedry Fizyki Teoretycznej, która została utworzona w Szkole Fizyki i Matematyki Uniwersytetu Stanowego Charków w 1933 r., a więc jest starszy niż Szkoła Fizyki i Technologii. Lev Landau odegrał kluczową rolę w tworzeniu działu. Tutaj zaczął realizować swoje plany reorganizacji kształcenia fizyków teoretycznych i stworzenia kursu fizyki teoretycznej. To Landau, który opracował pierwsze programy kursów fizyki teoretycznej w tym dziale. W latach 1940-1973 departamentem kierował Aleksandr Akhijezer, którego nazwisko zajmuje obecnie katedra.
Katedra jest uważana za najtrudniejszu katedru na wydziale. Studenci wydziału prowadzą specjalne kursy dotyczące cząstek elementarnych, elektrodynamiki kwantowej, ogólnej teorii względności, astrofizyki, teoretycznej fizyki jądrowej, teorii stanu stałego i fizyki plazmy. Ponadto profesorowie tej katedry uczą większości matematyki licencjackiej i fizyki teoretycznej na wydziale.

### Katedra Fizyki Jądrowej i Medycznej
Katedra została utworzona w 1937 roku przez Antona Valtera. Nazwa oddziału zmieniała się kilkakrotnie: Katedra Fizyki Jądra Atomowego, Katedra Fizyki Atomowej Jądra i Elektroniki, Katedra Procesów Elektronicznych, Katedra Struktury Materii, Katedra Fizyki Jądrowej Eksperymentu. W 2012 roku Katedra Eksperymentalnej Fizyki Jądrowej została połączona z Katedrą Fizyki Medycznej, tworząc Katedrę Fizyki Jądrowej i Medycznej.
Specjalność Fizyka Medyczna (specjalizacja fizyczna w dziedzinie promieniowania medycznego i biofizyka medyczna) istnieje od 2005 roku. Studenci studiują fizykę jądrową i fizykę medyczną w różnych grupach i uczestniczą w różnych kursach: specjaliści fizyki jądrowej specjalizują się w eksperymentalnej fizyce jądrowej, a fizyce medycznej studenci studiują biologię i sprzęt medyczny bardziej szczegółowo.

### Katedra Fizyki Stosowanej i Fizyki Plazmy
Katedra Fizyki Plazmy powstała w 1962 roku pod kierunkiem Cyryla Sinelnikowa. Katedra Fizyki Ogólnej i Stosowanej została założona w 1969 roku, prowadząc kursy z dziedziny fizyki, elektroniki i grafiki inżynierskiej. W 2012 r. Katedra Fizyki Plazmy została połączona z Katedrą Fizyki Ogólnej i Stosowanej, tworząc Katedrę Fizyki Plazmy i Fizyki Stosowanej.

### Katedra Materiałów Reaktorowych i Technologii Fizycznych
Katedra Materiałów Reaktorowych powstała w 1962 r. z inicjatywy Wiktora Iwanowa (dyrektora Charkowskego Instytutu Fizyko-Technicznego w latach 1964-1980), który kierował katedrą w latach 1962-1969. W 2012 r. została połączona z dwoma innymi katedrami (Katedra Technologii Fizycznych oraz Katedra Elektrofizyki i Technologii Radiologicznych) a utworzyła Katedru Materiałów Reaktorowych i Technologii Fizycznych.

## Osiągnięcia
Zespoły szkolne są wieloletnimi zwycięzcami Turnieju Ukraińskich Fizyków dla Studentów Uniwersytetu, przewyższając wszystkie inne szkoły fizyki na Ukrainie. Trzykrotnie uczennice szkoły wygrały Międzynarodowy Turniej Fizyków (w 2011 w Moskwie, 2015 w Warszawie i 2017 w Göteborgu).

## Tradycje
Podczas letnich wakacji po trzecim roku studenci uczęszczają do letniej praktyki, w tym wykłady prowadzone przez lokalnych naukowców, a także wycieczki do Charkowskiego Instytutu Fizyko-Technicznego i do laboratoriów różnych wydziałów szkoły.
W piątki odbywają się seminar „Problemy współczesnej fizyki” (wspólnie z Charkowskim Instytutem Fizyko-Technicznym).
W sierpniu, przed rozpoczęciem roku akademickiego, odbywają się dodatkowe klasy matematyczne dla nowych studentów, w których odbywa się szkolny przebieg algebry i rachunku wstępnego. Zajęcia są organizowane i prowadzone przez studentów.
Pod koniec semestru letniego odbywa się Dzień Fiztecha, który obejmuje koncert przygotowany przez samych studentów.
Fundacja Charytatywna Absolwentów Fiztecha gromadzi darowizny od absolwentów szkoły, głównie tych pracujących poza Ukrainą jako naukowcy, i kieruje pieniądze na różne projekty, głównie związane z poprawą infrastruktury wydziału.

## Wybitny wydział i allumni
- Aleksandr Akhijezer - naukowiec, fizyk teoretyczny, jeden z założycieli wydziału
- Anton Walter - akademik, specjalista od eksperymentalnej fizyki jądrowej, jeden z założycieli szkoły, jeden z liderów pierwszego radzieckiego eksperymentu z rozkładem nuklearnym
- Cyryl Sinelnikow - akademik, specjalista fizyki plazmy, jeden z założycieli wydziału
- Dmitrij Wołkow - akademik, jeden z wynalazców supersymetrii
- Wołodymyr Semynożenko - akademik, były wicepremier Ukrainy